# Abdoulaye Traoré (Fußballspieler, 1967)
Abdoulaye Traoré (* 4. März 1967 oder 21. Februar 1967 in Treichville, Abidjan), genannt Ben Badi, ist ein ehemaliger ivorischer Fußballspieler.

## Karriere

### Verein
In seiner Heimat spielte er Straßenfußball, bei dem er den Talentspähern des Stella Club Adjamé auffiel, bei dem er von 1980 bis 1984 spielte. 1985 wechselte er zu ASEC Abidjan, doch diese Periode dauerte lediglich sechs Monate, bis er in eine der stärksten europäischen Ligen zum FC Metz nach Frankreich wechselte. Zwei Jahre später wechselte er nach Portugal zu Sporting Braga. Sein Debüt in der Primeira Divisão gab Traoré am 7. September 1986 im Spiel gegen Rio Ave FC. Der damalige Braga-Trainer Humberto Coelho wechselte seine Neuverpflichtung in der Halbzeitpause für Sérgio Saucedo ein. Insgesamt kam er in der Hinrunde zu sechs Einsätzen für den portugiesischen Klub. In der Rückrunde wurde Traoré nicht mehr berücksichtigt. Nach einem Jahr kehrte er nach Frankreich zurück und unterzeichnete bei FC Sète, ein Jahr später transferierte Traoré dann zu Sporting Toulon. Doch Traoré hatte Mühe, sich durchzusetzen, und so ging er 1989 zurück an die Elfenbeinküste zu ASEC Abidjan. Hier brillierte er und wurde sehr schnell zum Publikumsliebling der Gelb-Schwarzen. Seine schönste Erinnerung an diese Zeit beschreibt er wie folgt: „Asante Kotoko hatte uns in Abidjan mit 2:1 geschlagen. Und um uns für das Halbfinale der afrikanischen Champions-League zu qualifizieren, mussten wir sie schlagen, koste es was es wolle. Und an diesem Tag habe ich zwei entscheidende Tore geschossen, die ASEC den Sieg gesichert haben. Wir haben Kotoko mit 3:2 besiegt. An diesem Tag hat Philippe Troussier mich im Triumph herumgetragen. Ich werde dieses Bild nie mehr vergessen.“
Bevor Traoré 2001 seine aktive Karriere beendete, wechselte er 1995 noch nach Saudi-Arabien.

### Nationalmannschaft
Traoré wurde mehrfach in den Kader der ivorischen Nationalmannschaft berufen. Bereits 1984 nahm er an Qualifikationsspiele zur Weltmeisterschaft teil. 1986 ging der Offensivspieler erstmals in ein Fußball-Turnier und war in der ivorischen Mannschaft beim Afrika-Cup. Dort sicherte sich das Team den dritten Rang, wobei Traoré hinter Roger Milla mit drei Treffern zweitbester Schütze des Wettbewerbs. 1988 berief ihn Trainer Jean-Pierre Guédé in den Kader zum Afrika-Cup 1988. Die Elfenbeinküste schied bereits nach der Vorrunde aus dem Turnier aus. Der Angreifer verpasste keine Minute seines Teams, wobei ihm beim ersten Spiel gegen Algerien sowie in der zweiten Partie gegen Zaire je ein Treffer gelang. Die Elfenbeinküste verlor zwar kein Spiel, konnte aber auch keins gewinnen. Traoré war der einzige Akteur seiner Mannschaft, der Tore erzielte. Mit seinen zwei Treffern war er neben Lakhdar Belloumi, Gamal Abdel El Hamid und Roger Milla Torschützenkönig des Wettbewerbs. Zwei Jahre später gehörte er zum Aufgebot des Teams, das bei der Afrikameisterschaft 1990 teilnahm. Weider verpasste es das Team die Gruppenphase zu überstehen. Zwar siegte man im Auftaktspiel gegen Ägypten mit 3:1, wobei Traoré zwei Treffer beisteuerte, weitere Tore oder Punkte konnten jedoch nicht verbucht werden. Im zweiten Spiel gegen Algerien erhielt der Stürmer die rote Karte und verpasste somit das letzte Gruppenspiel seines Teams. 1992 war er im zum Kader des Teams, das am König-Fahd-Pokal 1992, dem Vorläufer des Konföderationen-Pokal, teilnahm. Von vier Mannschaften, neben der Elfenbeinküsten nahmen auch die USA, Argentinien und Gastgeber Saudi-Arabien teil, belegte das afrikanische Team den letzten Rang. Beim 2:5 im Spiel um Platz drei gegen die USA gelang Traoré ein Treffer zum zwischenzeitlichen 1:1-Ausgleich. Insgesamt verpasste der Angreifer keine Minute des Turniers. Zuvor, im gleichen Jahr, wurde Traoré zum dritten Mal für die Afrikameisterschaft in Senegal nominiert. Nach einem Sieg und einem Unentschieden in der Gruppe C des Wettbewerbs schaffte es die Elfenbeinküste sich für die KO-Phase zu qualifizieren. Über Sambia und Kamerun zog die ivorische Mannschaft dann schließlich ins Endspiel des Turniers ein. Dort setzte sich die Elfenbeinküste nach einem 0:0 mit 11:10 im Elfmeterschießen gegen Ghana durch. Traoré verpasste keine Partie seines Teams. In der Finalbegegnung gegen Ghana wurde der Stürmer in der Verlängerung, in der 101. Minute, gegen Lucien Kouadio ausgewechselt. Auch 1994 wurde Traoré für das Team des Titelverteidigers nominiert. Dabei gelangen dem Angreifer ein Treffer in vier von fünf möglichen Partien. Zwei Jahre später wurde Traoré letztmals für eine AM nominiert. In der Mannschaft vom französischen Trainer Pierre Pleimelding kam er in allen drei Vorrundenspielen nach Einwechslung zum Einsatz. Ein Treffer gelang ihm dieses Mal jedoch nicht.

## Erfolge

### Verein
- Ivorische Meisterschaft mit ASEC Abidjan: 1990, 1991, 1992, 1993, 1994, 1995
- Ivorischer Pokalsieger: 1990, 1995

### Nationalmannschaft
- 3. Platz Afrikameisterschaft: 1986
- Afrikameister: 1992

### Individuell
- Torschützenkönig der Afrikameisterschaft 1988 (2. Tore)

## Trivia
Im Jahr 2000 war Traoré im Team einer Afrika-Auswahl, dass gegen eine europäische Mannschaft mit ehemaligen Akteuren wie Thomas Ravelli, Guido Buchwald, Frank Rijkaard und Michael Laudrup antrat. Traoré spielte zusammen mit afrikanischen Fußballpersönlichkeiten wie Thomas N’Kono, Abédi Pelé, Roger Milla und Abdul Razak. Die Begegnung endete 4:0 für die europäische Auswahl.